# Île de Pangkor
L'île de Pangkor est située dans le district de Manjung au large de la côte de l'État malaisien de Perak, dans le nord-ouest de la péninsule Malaise. Sa superficie est de seulement 18 km2 et sa population d'environ 25 000 habitants.

## Histoire
Autrefois, Pangkor était un refuge pour les pêcheurs, les marchands et les pirates. Au XVIIe siècle, les Hollandais y construisent un fort pour contrôler le commerce de l'étain de Perak.

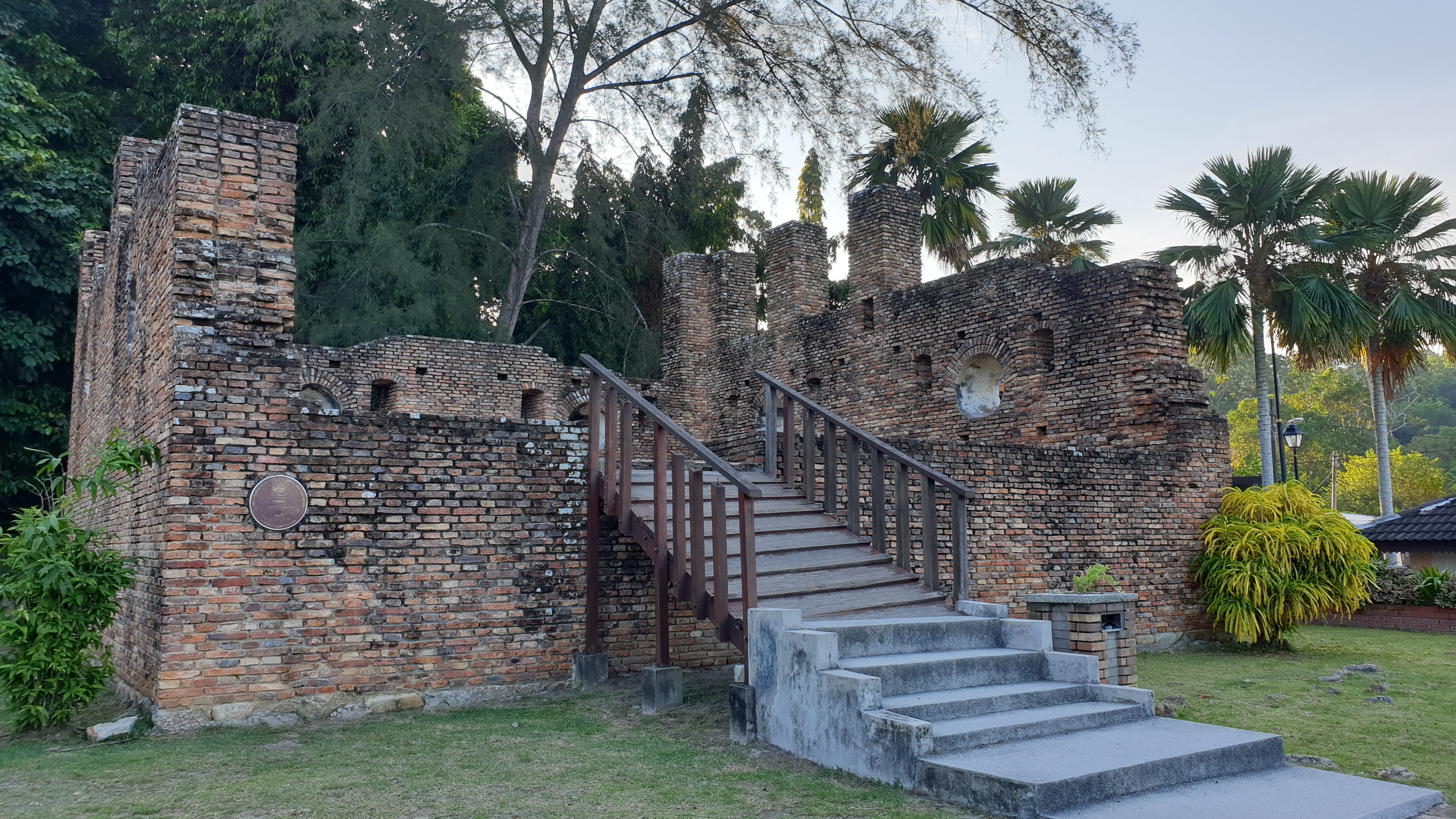
Le Fort Hollandais

En 1874, Pangkor est le lieu de la signature d'un traité historique entre un prétendant au trône de Perak et le Royaume-Uni. Le  traité de Pangkor marque en effet le début de la domination coloniale britannique sur la péninsule.Manjung
Pendant la Seconde Guerre mondiale, de mai 1943 à janvier 1945, le SOE britannique débarqua par sous-marins des membres de la Force 136 au large de l'île.

## Économie
Pangkor est réputée pour ses belles plages. On y trouve des hôtels du petit budget au 5 étoiles. Les plages les plus appréciées par les "routards" européens sont Teluk Nipah et Coral Bay dans le nord-ouest de l'île. Le gouvernement malaisien fait la promotion de Pangkor comme destination touristique. Depuis le séisme du 26 décembre 2004 dans l'océan Indien qui dans la région, a frappé l'Indonésie, la Thaïlande et dans une moindre mesure la côte occidentale de la Malaisie, le nombre des touristes a diminué.
La pêche et ses produits restent néanmoins les principales activités économiques. 
On atteint l'île en ferry depuis Lumut, une petite ville côtière reliée à Ipoh, la capitale de l'État.

## Localités de Pangkor
Localités d'est en ouest : 
- Kampung Pangkor (Localité principale, ferry vers Lumut)
- Kampung Sungai Pinang Bensar (ferry vers Kampung Pangkor et Lumut)
- Kampung Sungai Pinang Kecil
- Kampung Sungai Teluk Cempedak
- Kampung Sungai Teluk Dalam
- Kampung Teluk Nipah
- Pantai Pasir Bogak (plage de 2 km de long sur la côte ouest)
- Kampung Teluk Gedong
- Kampung Sungai Teluk Kecil